# Julien Bérard
Julien Bérard (Párizs, 1987. július 27. –) francia profi kerékpáros. 2017-ben visszavonult a versenyzéstől.

## Eredményei
2009
1., 1. szakasz - Tour de l'Avenir
1. - Grand Prix de Saint-Etienne Loire
3., összetettben - Mi-Août Bretonne
10., összetettben - Ronde de l'Isard d'Ariège
1., 4. szakasz
2010
6., összetettben - Tropicale Amissa Bongo
8. - Polynormande
2011
3., Tour du Doubs
4., Francia országúti bajnokság - Mezőnyverseny
2012
8. - Route Adélie de Vitré

## Grand Tour eredményei
| Grand Tour | 2011 | 2012 | 2013 |
| ---------- | ---- | ---- | ---- |
| Giro       | 123. | 110. |      |
| Tour       | -    | -    |      |
| Vuelta     | -    | -    |      |